# Bomet
Bomet è un centro abitato del Kenya, capoluogo dell'omonima contea. È situato nella Rift Valley.